# عشق‌آباد (اردستان)
عشق‌آباد (اردستان)، روستایی از توابع بخش زواره شهرستان اردستان در استان اصفهان ایران است.
عشق آباد از دهات خوش آب و هوای سفلی است و از روستاهای تحت تملک خوانین عامری بوده است.
این قریه دارای یک رشته قنات می باشد و محصولات کشاورزی آن چون بادام، انار، انگور، سیب، انجیر و صیفی جات و ... بوده‌است.
روستای عشق آباد در مسیر جاده ۷۱ جنوبی کشور و مابین اردستان و نایین در استان اصفهان می‌باشد و تا شهر اصفهان حدوداً ۱۱۰ کیلومتر فاصله دارد.

## جمعیت
این روستا در دهستان سفلی قرار دارد و براساس سرشماری مرکز آمار ایران در سال ۱۳۸۵، جمعیت آن زیر سه خانوار بوده‌است.